# Faisà de Wallich
El faisà de Wallich (Catreus wallichii) és una espècie d'ocell de la família dels fasiànids (Phasianidae) que habita la selva a l'Himàlaia, a l'est de l'Afganistan, nord del Pakistan i nord de l'Índia des de Caixmir fins a l'oest de Nepal. És l'única espècie del gènere Catreus. El nom científic commemora el botànic danès Nathaniel Wallich.

## Descripció
Aquests ocells no tenen el color i la brillantor de la majoria dels faisans, amb un plomatge gris beix i unes crestes llargues i grises. La cua és llarga i té 18 plomes i les centrals de la cua són molt més llargues i el color és principalment gris i marró. La femella és lleugerament més petita en mida total.

## Hàbitat i distribució
El faisà de Wallich es distribueix per les terres altes i matollars de la regió de l'Himàlaia a l'Índia, Nepal i Pakistan. Es troba principalment a l'oest del Nepal, Uttarakhand (Kumaon i Garhwal), Himachal Pradesh (Simla, Kulu i Chamba), i Jammu i Caixmir al nord-oest de l'Índia, i la divisió d'Hazara, Khyber Pakhtunkhwa al nord del Pakistan. Estudis del 1981 i el 2003 a la zona de Dhorpatan, a l'oest del Nepal, van establir 70 llocs de crida, cosa que suggereix que existeix un nombre substancial d'ocells en aquesta zona (uns 200 ocells). En un altre estudi del 2010, es van detectar faisans de Wallich en 21 llocs de crida al districte de Kullu de Himachal Pradesh. Es troben principalment per sobre dels 1800 m d'altitud i fins als 3000 m a l'estiu.

## Comportament i ecologia
Els mascles són monògams. Es reprodueixen en penya-segats escarpats durant l'estiu amb una posta de 10 a 11 ous. En estudis realitzats a la part alta de la vall de Beas, es va trobar que el faisà de Wallich és sensible a les pertorbacions humanes.

## Estat i conservació
A causa de la pèrdua contínua d'hàbitat, la petita mida de la població i la caça en algunes zones, el faisà de Wallich està avaluat com a vulnerable a la Llista Vermella d'Espècies Amenaçades de la UICN. Està inclòs en l'Apèndix I del CITES. Els intents de reintroduir individus criats en captivitat al Pakistan han estat infructuosos.